# 日常對話
《日常對話》（英語：Small Talk），是2016年黃惠偵導演拍攝的紀錄長片，獲得2017年柏林影展泰迪熊奖最佳紀錄片。亦為台灣首次選派紀錄片代表角逐第90屆奧斯卡金像獎最佳外語片獎。

## 作品介紹
導演兒時，身為同性戀者的母親因受不了父親長期家暴，便帶著導演與妹妹到處躲藏，以逃離持刀父親的搜尋。母親後來以牽亡歌陣的紅頭法師職業維生，姊妹們也因而成為歌陣的成員，過著流離的生活。導演以18年的時間拍攝，探索與母親之間疏離的母女關係，與揭開兒時遭受父親侵害的傷口。
這部紀錄長片作品前身為紀錄短片《我和我的T媽媽》。

## 製作緣起
|          | 這部片從1998年開始拍攝，直到自己2012年生了女兒，才驚覺自己得把這個故事真正做完。過去會覺得為什麼我媽不同，是因為一直要求她成為你想像的、社會架構下的樣子，可是為什麼一定要怎樣才叫做合格的媽媽？這個社會給人太多框框，還好我媽整個活在體制外，不被那些框架綁架。如果有一天，真的可以活在一個沒有框框的地方，每個人在不傷害人的情況下，都能活成自己的樣子，多好。 |
| ——黃惠偵 | |

## 發行
《日常對話》在FlyingV網路募資平台上，獲得超過新台幣120萬元，已達成在臺灣上映院線的資金。

## 奬項
| 頒獎典禮                       | 獎項         | 提名者   | 結果 |
| 第53屆金馬獎                   | 最佳紀錄片   | 日常對話 | 提名 |
| 第53屆金馬獎                   | 最佳剪輯     | 林婉玉   | 提名 |
| 2017年柏林影展泰迪熊獎         | 最佳紀錄片   | 日常對話 | 獲獎 |
| 2017年台北電影獎               | 最佳紀錄片   | 日常對話 | 獲獎 |
| 2018年第11屆台灣國際紀錄片影展 | 台灣競賽首獎 | 日常對話 | 獲獎 |

## 外部連結
- 日常對話官方網站 （页面存档备份，存于）
- 日常對話的Facebook專頁
- 開眼電影網上《日常對話》的資料（繁體中文）
- 香港影庫上《日常對話》的資料（繁體中文）
- 互联网电影数据库（IMDb）上《日常對話》的资料（英文）
- 臺灣同性婚姻
- 臺灣電影提名奧斯卡最佳外語片獎競賽列表